# Servicio de Protección Federal (México)
El Servicio de Protección Federal (SPF) es una institución de seguridad pública de los Estados Unidos Mexicanos que tiene a su cargo la protección, custodia, vigilancia y seguridad de las personas, bienes e instalaciones de la Administración Pública Federal, del Poder Legislativo Federal, del Poder Judicial de la Federación, los órganos constitucionalmente autónomos y demás instituciones públicas de México que lo solicite.
El Servicio de Protección Federal opera jurídicamente como un organismo desconcentrado de la Secretaría de Seguridad y Protección Ciudadana, dependencia centralizada del Poder Ejecutivo Federal.

## Historia
El Servicio de Protección Federal fue creada el 9 de diciembre de 2008 mediante la publicación de su Reglamento en el Diario Oficial de la Federación como parte de la estrategia de la guerra contra el narcotráfico del presidente Felipe Calderón Hinojosa, con el objetivo de proporcionar vigilancia en las instalaciones de los tres poderes de la Unión, así como realizar tareas de inteligencia y seguridad pública. Estuvo adscrita, desde su creación y hasta el año 2013 a la Secretaría de Seguridad Pública y en un principio operado por mandos militares.
Durante el gobierno de Enrique Peña Nieto, la institución pasó a ser un órgano administrativo desconcentrado de la Secretaría de Gobernación adscrito a la Comisión Nacional de Seguridad.
En 2018, el Servicio de Protección Federal regresó a ser un órgano desconcentrado de la creada Secretaría de Seguridad y Protección Ciudadana como parte de la estrategia nacional de seguridad pública del presidente Andrés Manuel López Obrador. Entre los años 2019 y 2020, durante el proceso de transición de transferencia de la Policía Federal a la Guardia Nacional, cientos de policías federales fueron transferidos al Servicio de Protección Federal.

## Naturaleza legal
La Constitución Política de los Estados Unidos Mexicanos es la máxima Ley en México, en ella, estipula en su artículo 21 lo siguiente:

"La seguridad pública es una función del Estado a cargo de la Federación, las entidades federativas y los Municipios, cuyos fines son salvaguardar la vida, las libertades, la integridad y el patrimonio de las personas, así como contribuir a la generación y preservación del orden público y la paz social, de conformidad con lo previsto en esta Constitución y las leyes en la materia. La seguridad pública comprende la prevención, investigación y persecución de los delitos, así como la sanción de las infracciones administrativas, en los términos de la ley, en las respectivas competencias que esta Constitución señala. La actuación de las instituciones de seguridad pública se regirá por los principios de legalidad, objetividad, eficiencia, profesionalismo, honradez y respeto a los derechos humanos reconocidos en esta Constitución.

Por otra parte, la Ley Orgánica de la Administración Pública Federal estipula en su artículo 30 Bis fracción XXVI que la Secretaría de Seguridad y Protección Ciudadana conocerá del siguiente asunto:

XXVI. Prestar servicios de protección, custodia, vigilancia y seguridad de personas, bienes e instalaciones, a las dependencias y entidades de la Administración Pública Federal, así como a los órganos de carácter federal de los Poderes Legislativo y Judicial, organismos constitucionalmente autónomos y demás instituciones públicas que así lo soliciten. Quedan exceptuadas de la presente disposición las instalaciones consideradas estratégicas por la Constitución Política de los Estados Unidos Mexicanos y las leyes expedidas por el Congreso de la Unión.

Asimismo, podrá prestar dichos servicios a personas físicas o morales cuando se requiera preservar la seguridad de bienes nacionales, de actividades concesionadas o permisionadas por el Estado, u otras que por su condición, relevancia o trascendencia contribuyan al desarrollo nacional, así como a representaciones de gobiernos extranjeros en territorio nacional.

Derivado de ello, el Servicio de Protección Federal se consolida jurídicamente mediante su Reglamento, publicado en el Diario Oficial de la Federación, que señala la naturaleza, organización y nociones generales de procedimientos internos, entre otras disposiciones.

## Estructura

### Organización
El Servicio de Protección Federal opera mediante las siguientes unidades administrativas:
- Dirección General de Servicios de Seguridad
- Dirección General de Asuntos Jurídicos
- Dirección General de Administración
- Dirección General de Profesionalización
- Inspección Interna
- Centro de Evaluación y Control de Confianza

### Jerarquía
El orden jerárquico entre los elementos del Servicio de Protección Federal es el siguiente:
- Comisionado General
  - Comisario General
  - Comisario Jefe
  - Comisario
    - Inspector General
    - Inspector Jefe
    - Inspector
      - Subinspector
      - Oficial
      - Suboficial
        - Policía Primero
        - Policía Segundo
        - Policía Tercero
        - Policía
        - Guardia

## Comisionados Generales
| Número | Titular                           | Periodo en el cargo                              | Presidente en turno         | Periodo del presidente | Notas            |
| ------ | --------------------------------- | ------------------------------------------------ | --------------------------- | ---------------------- | ---------------- |
| 6°     | Francisco Javier Moreno Montaño   | Desde el 8 de noviembre de 2024                  | Claudia Sheinbaum Pardo     | 2024 - 2030            |                  |
| 5°     | Luis Wertman Zaslavm              | 4 de diciembre de 2021 - 8 de noviembre de 2024  | Claudia Sheinbaum Pardo     | 2024 - 2030            |                  |
| 5°     | Luis Wertman Zaslavm              | 4 de diciembre de 2021 - 8 de noviembre de 2024  | Andrés Manuel López Obrador | 2018 - 2024            | [ 7 ]            |
| 4°     | Manuel de Jesús Espino Barrientos | 20 de febrero de 2020 - 1 de diciembre de 2021   | Andrés Manuel López Obrador | 2018 - 2024            | [ 8 ]            |
| 3°     | José Pedro Vizuet Bocaneta        | 1 de diciembre de 2018 - 21 de enero de 2020     | Andrés Manuel López Obrador | 2018 - 2024            | [ 9 ]            |
| 2°'    | Alfonso Ramón Bagur               | 1 de diciembre de 2012 - 30 de noviembre de 2018 | Enrique Peña Nieto          | 2012 - 2018            | [cita requerida] |
| 1°     | Pedro Roberto Huerta Robles       | 9 de diciembre de 2008 - 30 de noviembre de 2012 | Felipe Calderón Hinojosa    | 2006 - 2012            | [cita requerida] |